# Oryzomys nelsoni
Oryzomys nelsoni é um roedor extinto das  Islas Marías, Nayarit, México. Dentro do gênero Oryzomys da família Cricetidae, ele pode ter sido o mais próximo da espécie continental  Oryzomys albiventer. Desde sua primeira descrição em 1898, a maioria dos autores o considera uma espécie distinta, mas ele também foi classificado como uma mera subespécie do Oryzomys palustris.
Após sua descoberta em 1897, nunca mais foi registrado e agora é considerado extinto; a presença de ratos-pretos introduzidos em Islas Marías pode ter contribuído para sua extinção. Oryzomys nelsoni era uma espécie grande, que se distinguia principalmente por sua cauda longa, crânio robusto e incisivos grandes. Sua parte superior era avermelhada a amarelada e a parte inferior era branca. Sua dieta pode ter incluído material vegetal e pequenos animais.

## Taxonomia
Oryzomys nelsoni foi coletado por Edward William Nelson e  Edward Alphonso Goldman em maio de 1897 e nunca mais foi encontrado. A visita deles para o Biological Survey do Departamento de Agricultura dos Estados Unidos foi uma das primeiras explorações científicas das ilhas. Clinton Hart Merriam identificou os mamíferos que eles obtiveram, incluindo quatro espécimes de Oryzomys nelsoni, que foram depositados no Smithsonian Institution e permanecem lá. Ele o nomeou como uma espécie do gênero Oryzomys, Oryzomys nelsoni; o nome específico homenageia Nelson. Os pesquisadores geralmente o mantiveram como uma espécie distinta de outros Oryzomys, mas em 1971 Philip Hershkovitz o listou como uma das muitas subespécies do Oryzomys palustris, que ele considerava uma espécie de grande alcance, abrangendo o que hoje é o rato O. palustris do sul e leste dos Estados Unidos, Oryzomys couesi da América Central e várias outras espécies com distribuições mais limitadas.
Em sua revisão de 1918 do Oryzomys da América do Norte, Goldman considerou que o O. nelsoni estava mais intimamente relacionado à subespécie continental mais próxima do O. couesi, o O. couesi mexicanus. Em 2009, Michael Carleton e Joaquin Arroyo-Cabrales revisaram o Oryzomys do oeste do México e confirmaram que o O. nelsoni é uma espécie muito distinta. Sua análise morfométrica encontrou alguma semelhança entre a espécie e o Oryzomys albiventer do interior do México continental, e eles sugeriram que, embora o O. nelsoni provavelmente represente uma linhagem antiga e distinta, ele pode ter derivado de um ancestral comum com o O. albiventer.
Oryzomys nelsoni é uma das cerca de oito espécies do gênero Oryzomys, que ocorre desde o leste dos Estados Unidos (O. palustris) até o noroeste da América do Sul (O. gorgasi). O O. nelsoni também faz parte da seção O. couesi, que é centrada no O. couesi da América Central, e também inclui várias outras espécies com distribuições mais limitadas e periféricas. Muitos aspectos da sistemática da seção O. couesi ainda não estão claros e é provável que a classificação atual subestime a verdadeira diversidade do grupo. Oryzomys incluía anteriormente muitas outras espécies, que foram progressivamente removidas em vários estudos, culminando em uma contribuição de Marcelo Weksler e outros colaboradores em 2006, que removeu mais de quarenta espécies do gênero. Todas são classificadas na tribo  Oryzomyini (“ratos-do-arroz”), um conjunto diversificado de roedores americanos com mais de cem espécies, e em níveis taxonômicos mais altos na subfamília Sigmodontinae da família Cricetidae, juntamente com centenas de outras espécies de pequenos roedores.
Os nomes comuns propostos para essa espécie incluem rato-do-arroz-de-Nelson, oryzomys-de-Nelson, e rato-do-arroz-da-Ilha-das-Três-Marias.

## Descrição

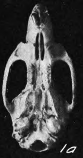
Crânio do Oryzomys nelsoni, visto de baixo para cima.

O Oryzomys nelsoni era um Oryzomys grande e de cauda longa; sua cauda era mais longa do que a de qualquer outro Oryzomys do oeste mexicano. As partes superiores eram de cor ocrácea a púrpura, mais intensamente na garupa, e mais pálidas na frente e na parte inferior dos flancos. Na cabeça e no dorso, os pelos pretos escureciam um pouco a cor geral. As partes inferiores eram brancas, com pelos inferiores cor de chumbo visíveis em alguns lugares. As orelhas eram cobertas em ambos os lados com poucos pelos acinzentados. As grandes patas traseiras eram esparsamente cobertas com pelos claros. A cauda era em grande parte escura, mas a parte inferior de um terço a metade da base era amarelo-claro.
Oryzomys nelsoni se distinguia por seu crânio grande, com incisivos largos e bem desenvolvidos e uma parte frontal (rostro) fortemente curvada para baixo. Em O. albiventer, o rostro e os incisivos não eram tão grandes, mas os molares eram maiores. O osso interparietal [en], parte do teto da caixa craniana, era largo e os forames incisivos [en], que perfuravam o palato entre os incisivos e os molares, eram relativamente curtos.
O comprimento total dos quatro espécimes conhecidos é de 282 a 344 mm, com média de 322 mm; o comprimento da cabeça e do corpo é de 122 a 153 mm, com média de 140,5 mm; o comprimento da cauda é de 160 a 191 mm, com média de 181,5 mm; e o comprimento da pata traseira é de 35 a 39 mm, com média de 37,3 mm.

## Ecologia e extinção
Nelson e Goldman encontraram a espécie somente em um local úmido e herbáceo, hoje conhecido como “Sacatal”, próximo a uma nascente no alto da Ilha María Madre, a maior das Islas Marías, na costa de Nayarit, oeste do México, e Nelson escreveu que ela era rara. Ele indicou a elevação desse local como 1800 pés, que Álvarez-Castañeda e Méndez converteram para 550 m, mas em seu artigo de 1918, Goldman indicou 800 pés, que Carleton e Arroyo-Cabrales em 2009 converteram para 245 m. A próxima pesquisa de pequenos mamíferos na ilha foi realizada em março de 1976 por uma equipe liderada por  Don E. Wilson. Eles não conseguiram coletar o O. nelsoni e, em vez disso, encontraram apenas o rato-preto introduzido (Rattus rattus) na localidade onde Nelson e Goldman haviam coletado o O. nelsoni; essa espécie pode ter contribuído para o declínio do roedor nativo.
A espécie agora é considerada extinta, embora em 2002 o governo mexicano a tenha listado como “ameaçada”. Outra espécie endêmica das Islas Marías, o Peromyscus madrensis, ainda ocorria em María Madre em 1976. Acredita-se que o Oryzomys nelsoni tenha se alimentado de material vegetal, como ervas daninhas, frutas e sementes, e mais raramente de animais, como peixes e invertebrados.

## Literatura
- Álvarez-Castañeda, S.T. e Méndez, L. 2003. Oryzomys nelsoni. Mammalian Species 735:1–2.

- Carleton, M.D. e Arroyo-Cabrales, J. 2009. Review of the Oryzomys couesi complex (Rodentia: Cricetidae: Sigmodontinae) in western Mexico. Bulletin of the American Museum of Natural History 331:94–127.

- Goldman, E.A. 1918. The rice rats of North America. North American Fauna 43:1–100.

- Merriam, C.H. 1898. Mammals from the Tres Marias Islands, off western Mexico. Proceedings of the Biological Society of Washington 12:13–19.

- Musser, G.G. e Carleton, M.D. 2005. Superfamily Muroidea. pp. 894–1531 em Wilson, D.E. e Reeder, D.M. (eds.). Mammal Species of the World: a taxonomic and geographic reference. 3rd ed. Baltimore: The Johns Hopkins University Press, 2 vols., 2142 pp. ISBN 978-0-8018-8221-0

- Nelson, E.W. 1899a. General description of the Tres Marias Islands, Mexico. North American Fauna 14:7–14.

- Nelson, E.W. 1899b. Mammals of the Tres Marias Islands. North American Fauna 14:15–20.

- Weksler, M. 2006. Phylogenetic relationships of oryzomyine rodents (Muroidea: Sigmodontinae): separate and combined analyses of morphological and molecular data. Bulletin of the American Museum of Natural History 296:1–149.

- Weksler, M., Percequillo, A.R. e Voss, R.S. 2006. Ten new genera of oryzomyine rodents (Cricetidae: Sigmodontinae). American Museum Novitates 3537:1–29.

- Wilson, D.E. 1991. Mammals of the Tres Marías Islands. Bulletin of the American Museum of Natural History 206:214–250.